# Skönfingerört
Skönfingerört (Potentilla pulcherrima) är en rosväxtart som beskrevs av Johann Georg Christian Lehmann. Enligt Catalogue of Life ingår Skönfingerört i släktet fingerörter och familjen rosväxter, men enligt Dyntaxa är tillhörigheten istället släktet fingerörter och familjen rosväxter. Arten förekommer tillfälligt i Sverige, men reproducerar sig inte.

## Underarter
Arten delas in i följande underarter:
- P. p. filipes
- P. p. communis
- P. p. subpinnata
- P. p. condensata
- P. p. wardii